# St. Peter und Paul (Sonneborn)

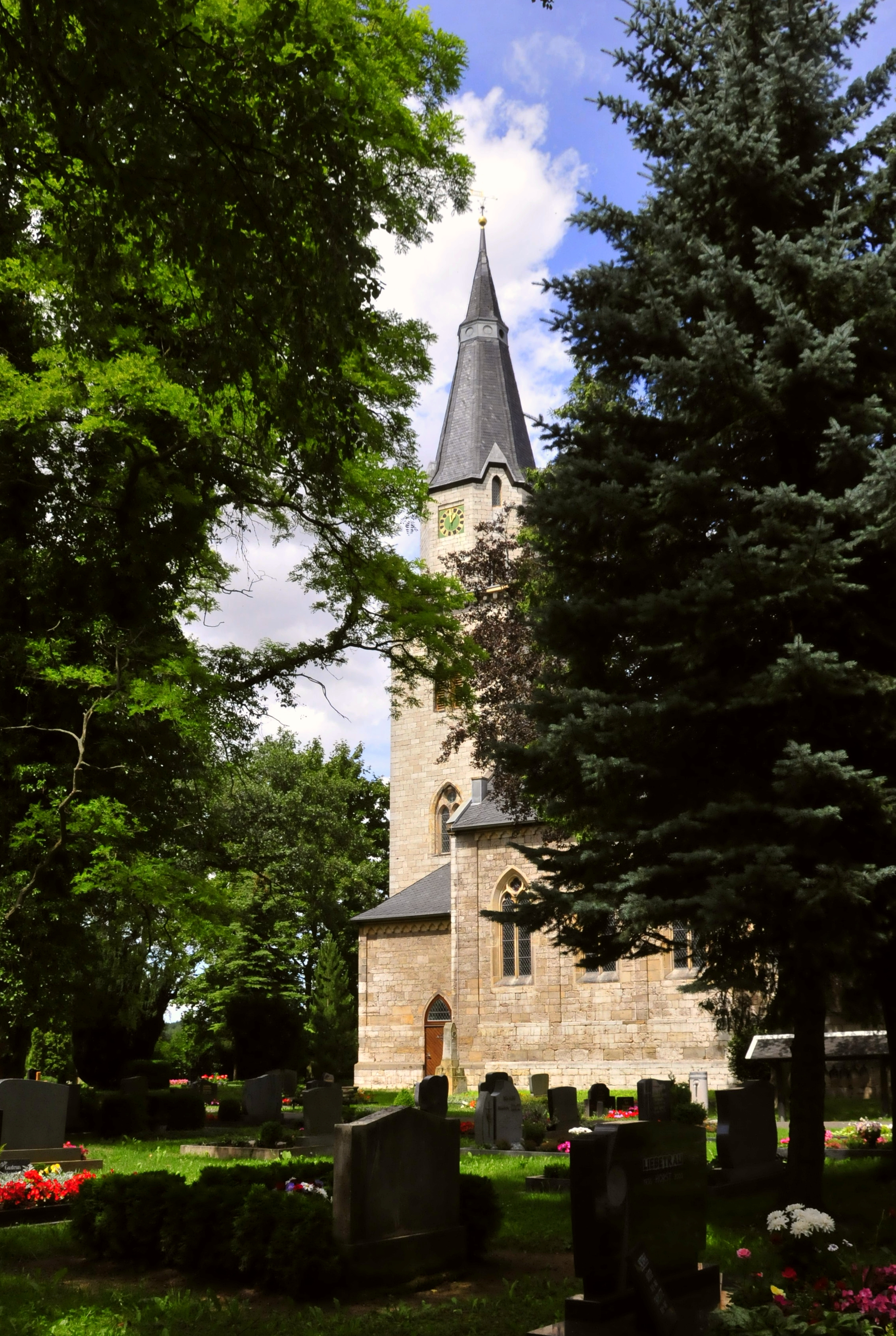
St. Peter und Paul

Die evangelische Dorfkirche St. Peter und Paul steht in der Gemeinde Sonneborn im Landkreis Gotha in Thüringen.

## Geschichte
Im Jahr 1000 soll in südwestlicher Ortslage von Sonneborn die erste aus Stein erbaute Kirche errichtet worden sein. Sie war mit einer steinernen Mauer umgeben. Die Ortslage war mit einem Graben und einer aus Lehm errichteten Mauer umgeben.
Heute befindet sich das Gotteshaus innerhalb des Gottesackers.
Das Kirchenschiff verfügt über wertvolle Kirchenfenster, eine alte Kanzel, eine Empore und eine Orgel von der Firma Karl Hickmann & Sohn.